# Puberta

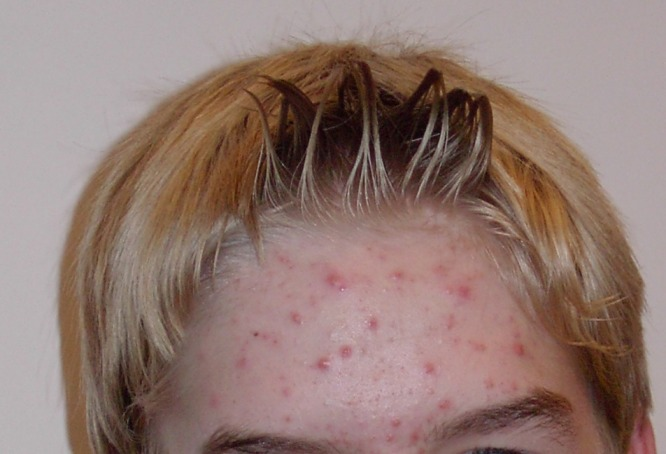
Častým projevem puberty je objevující se akné

Puberta (česky také dospívání) je období a proces tělesných změn, při kterých se tělo dítěte mění na tělo fyzicky dospělého člověka schopného se rozmnožovat. Puberta je inicializována hormonálními signály z mozku do pohlavních orgánů. V odpověď produkují pohlavní orgány různé hormony, které stimulují růst, funkci nebo proměny mozku, kostí, svalů kůže, vnitřních a pohlavních orgánů. Růst se zrychluje v první části puberty a vrcholu dosahuje na konci. Před pubertou se tělesné odlišnosti mezi chlapci a dívkami omezují pouze na oblast genitálií. Během puberty se rozvinou rozdíly ve velikosti, tvaru, kompozici a funkci tělesných struktur a systémů. Nejvíce zřetelné to je u tzv. druhotných pohlavních znaků.

## Fyzické změny u chlapců

### Velikost, funkce a plodnost varlat

Růst pubického ochlupení a varlat dle Tannerovy stupnice

U chlapců je zvětšení varlat prvním příznakem puberty. U předpubertálních chlapců se varlata změní kolem 1. roku života. Jejich velikost se dále mění v průběhu puberty a kolem 18. až 20. roku života je jejich velikost stejná jako u normální dospělé populace.
Varlata mají dvě primární funkce: produkovat hormony a produkovat spermie. Leydigovy buňky produkují testosteron, který spouští většinu změn mužského pohlavního zrání a hlavně sexuální touhu. Z rostoucích tkání zaznamenáváme největší přírůstek u tkáně zajišťující tvorbu spermatu. Vývoj spermatu u mužů není zatím příliš zdokumentován. Sperma může být nalezeno v ranní moči většiny chlapců po prvním roce pubertálních změn a příležitostně ještě dříve.

### Genitálie
Mužský penis roste od narození dítěte. Podle Tannerovy stupnice (1969) je ve fázi I (věk cca 3 roky) malý; má 1–3 cm. Ve fázi II (cca 9 let) se délka zatím příliš nemění. Ve fázi III (cca 11 let) se začíná výrazně zvětšovat do délky přibližně 6 cm; zvětšují se i varlata. Může se objevit náznak ejakulátu ve formě kapky čiré tekutiny. Ve fázi IV (cca 13 let) se penis dále zvětšuje; při ztopoření měří asi 10 cm. Hoch při masturbaci již dosahuje plné ejakulace. Ve fázi V (cca 15 let) je úd plně vyvinutý, v erekci s průměrnou délkou 11–15 cm.

### Pubické ochlupení
Pubické ochlupení začne růst krátce po tom, co začne růst i samotný genitál. Růst tohoto ochlupení začíná nad kořenem penisu tím, že vyroste několik chloupků, což dle Tannerovy stupnice označujeme jako fázi dvě. Ve fázi tři, která nastává zhruba po 6 až 12 měsících je již chloupků tolik, že je nelze spočítat. Ve fázi čtyři pokrývá ochlupení již celý trojúhelník kolem ohanbí. Ve fázi pět již roste ochlupení i v tříslech a jiných partiích kolem genitálu.

### Tělesné ochlupení
V měsících a letech, které následují po objevení ochlupení ohanbí, se začíná vyvíjet ochlupení i na jiných částech těla v následujícím pořadí: podpaží, kolem hýždí, nad horním rtem, kolem licousů a naposledy v oblasti brady a krku. Ochlupení na trupu, nohou, pažích a zádech roste pozvolna. V této oblasti je mnoho rozdílů, které závisejí například na příslušnosti k etnické skupině obyvatelstva. Ochlupení bývá u chlapců více než u děvčat. Ochlupení začíná růst od 12 let a to: na penisu, na šourku, na břiše, v podpaží, na rukou a na nohou.

### Změny hlasu
Pod vlivem androgenů roste hrtan u obou pohlaví. Tato změna je více patrná u chlapců, kterým se může stát, že jim příležitostně v tomto období přeskočí výška hlasu až o oktávu. Většina hlasových změn se děje během třetí až čtvrté fáze mužské puberty. Změna hlasu je dokončena přibližně během 18. roku života. Porucha změny hlasu se nazývá puberphonie.

### Nárůst výšky
U chlapců se začíná růst zrychlovat zhruba 9 měsíců po zvětšení varlat a trvá přibližně 2 roky. Průměrná rychlost růstu je přibližně 8,5–12 cm ročně. První začínají růst chodidla a dlaně, přidávají se končetiny a naposledy roste trup. Kolem 16. roku života se růst zpomaluje.

### Muskulatura a tvar těla
Na konci puberty má dospělý muž těžší kosti a téměř dvakrát větší objem kosterních svalů. Některé kosti vyrostly disproporcionálněji, což se projevilo změnou tvaru mužského a ženského těla. Vývoj svalů probíhá zejména v závěrečných fázích puberty a pokračuje i po ní.

### Tělesný zápach, změny kůže, akné
Vzrůstající úroveň androgenů může změnit kompozici mastných kyselin v potu, což způsobuje tělesný zápach jako u dospělého jedince. U dívek jiný androgenový efekt způsobuje zvýšenou sekreci mastnoty z kůže, což způsobuje akné.

## Fyzické změny u dívek

### Vývoj prsou

Růst prsou a pubického ochlupení dle Tannerovy stupnice

Prvním fyzickým znakem puberty u dívek je obvykle zpevnění bradavky na jednom či obou prsou zhruba mezi desátým a jedenáctým rokem věku. Toto ukazuje na začátek růstu prsou v pubertě. Podle Tannerovy stupnice je to fáze číslo dvě ve vývoji prsou (fáze jedna jsou plochá předpubertální). Během 12 měsíců od této fáze se prsa začínají vzdouvat a začínají být patrná navenek. Toto je fáze tři ve vývoji prsou. Během fáze 4 prsa ještě více mohutní a získávají téměř dospělý tvar, který se ještě ustálí během fáze pět. U některých žen fázi čtyři a pět nelze vůbec rozlišit. Děvčata zažívají také svoji první menstruaci.

### Pubické ochlupení
Pubické ochlupení je nepochybně druhou pubertální změnou, které si lze všimnout obvykle krátce po začátku růstu prsou. Ochlupení je nejprve viditelné kolem stydkých pysků. Prvních pár chloupků je na Tannerově stupnici popisováno jako fáze dvě. Ve fázi tři, která následuje za 6–12 měsíců, je již chloupků tolik, že se nedají spočítat a objevují se na stydkém pahorku. Ve fázi čtyři již ochlupení zcela vyplňuje charakteristický trojúhelník. Ve fázi pět rostou chloupky i v tříslech a směrem nahoru k pupíku.[zdroj?]

### Pochva, děloha, vaječníky
Slizniční vrstva pochvy se také mění v závislosti na rostoucí hladině estrogenu, začíná být tlustší a přechází do růžova (oproti předpubertální červené). Bělavé sekrety jsou normálním efektem způsobeným estrogenem. V následujících dvou letech, se děloha a vaječníky zvětšují. Vaječníky také obsahují folikulární cysty, které jsou viditelné ultrazvukem.

### Menstruace a plodnost
První menstruační krvácení (menarche) přichází zpravidla 2 roky po prvních příznacích růstu prsou. Průměrný věk prvního krvácení je u amerických dívek těsně před třináctým rokem života. Menses není první dva roky pravidelný a měsíční. Ovulace je nezbytná pro plodnost, ale může i nemusí doprovázet raný menses. Podle jedné studie okolo 80 procent menzesů v prvním roce není doprovázeno ovulací a asi 50 procent v druhém roce, ale pouze 10 procent dívek neovuluje po pěti letech. Počátek ovulace po prvním menstruačním krvácení však není nevyhnutelný a vysoké procento dívek s pokračující nepravidelností po několik let od prvního krvácení bude mít nadále nepravidelnost a nebude mít ovulaci a budou vystaveny riziku snížené plodnosti.
Menstruace u dívek v České republice přichází zhruba 1 měsíc po jejich 12 narozeninách.

### Tělo a tělesné ochlupení
V měsících a letech následujících poté, co se objeví ochlupení ohanbí se ostatní části pokožky působením androgenů ochlupují v následujícím pořadí: podpaží, ochlupení v oblasti hýždí, horní ret, licousy.[zdroj?] Množství chlupů v těchto oblastech je menší než u mužů a záleží na etnické příslušnosti.[zdroj?]

### Tělesný tvar, rozložení tuku a tělesná kompozice
Během tohoto období se zvyšující hladinou estrogenu rozšiřuje dolní část pánve. Zvyšuje se procento tukové tkáně v tělesné kompozici více než u mužů, zvláště v typickém ženském rozložení v oblasti prsou, boků, hýždí, stehen, horních paží. Progresivní rozdíly v rozložení tuku, jakož i sexuální rozdíly v růstu kostry na určitých místech přispívají k typicky ženskému tvaru těla na konci puberty. Ve věku 10 let má průměrná dívka o 6 procent více tuku než průměrný chlapec, ale koncem puberty je průměrný rozdíl téměř 50 procent.

## Psychické změny v pubertě
V období dospívání si člověk začne uvědomovat svou osobnost. Napodobuje myšlenky, které jsou charakteristické pro jeho dobu, nebo napodobuje nějaký svůj idol. Bouří se proti autoritám, obzvlášť proti rodičům. Člověk začne navazovat a poznávat přátelství a lásku a v tomto věku pozná také násilí a zklamání a probíhají náhlé změny nálad. Neustále pozoruje svoje tělo a jeho změny.